# Església del Sant Sepulcre (Torres del Río)
L'Església del Sant Sepulcre a Torres del Río és un temple cristià situat a Navarra, prop del camí de St. Jaume. Es tracta d'un edifici singular de gran importància per entendre el romànic navarrès del segle XII, si bé és de petites dimensions. Aquest conjunt fou declarat monument d'importància històrico artística el 1931. De planta octogonal, està organitzat en tres nivells diferents en l'exterior i l'interior està cobert per una cúpula creuada amb els nervis de pedra denotant certa filiació amb el món estètic de l'Al-Àndalus. Podem relacionar aquesta edificació amb d'altres esglésies de la zona com ara santa Maria d'Eunate.

## Context
Construïda entre1160-1170, aquesta església està relacionada amb l'ordre dels templers. De fet, es diu que la planta és poligonal en record de l'església del sant sepulcre a Jerusalem, de planta circular. Val a dir, també, que molts edificis construïts pels templers comptaven amb plantes poligonals. Aquesta filiació és però encara tema de debat entre els acadèmics i no existeix un consens.
De les mènsules de l'interior inicien l'empenta vuit arcs que s'entrecreuen formant una estrella i donant lloc a un octògon central amb un cercle de llaceria inscrits. La volta de tipus hispano-musulmana ha donat lloc a diversos estudis monogràfics que afirmen influència de les cúpules que cobreixen el mihrab a la mesquita de Còrdova. Aquestes característiques arquitectòniques apunten a possibles constructors d'origen mudèjar donant lloc a un dels exemples del que s'anomena: romànic mudèjar de finals del segle XII i començaments del XIII.